# 光电火焰光度计

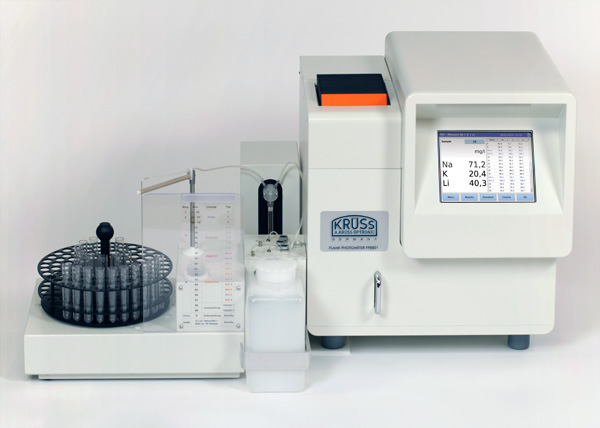
火焰光度计FP8800可同时测定水样中多达4种碱和碱土元素的浓度。由A.KRÜSSOptronic提供

光电火焰光度计是一种用于无机化学分析的装置，用于测定某些金属离子的浓度，包括钠、钾、锂和钙。第1族和第2族金属由于其激发能低而对火焰光度测定非常敏感。

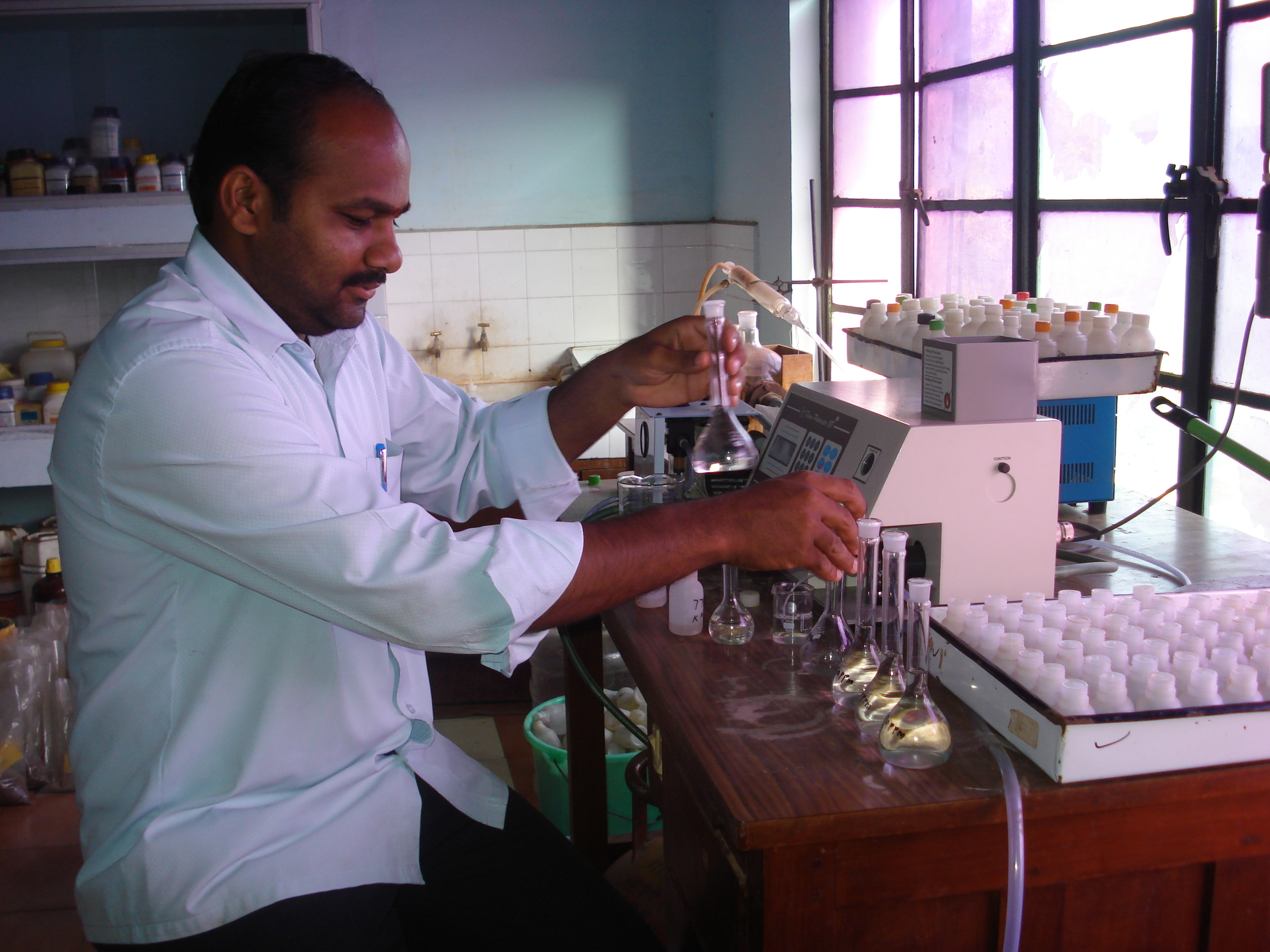
用火焰光度计分析样品

原理上，它是一种用光电电路量化火焰颜色的强度的受控焰色反应。颜色的强度取决于原子所吸收的足以使它们蒸发的能量。将样品以恒定速率引入火焰中。滤光片选择光度计检测的颜色，并排除其他离子的影响。在使用之前，该装置需要使用一系列待测离子的标准溶液进行校准。
与火焰发射光谱法或电感耦合等离子体原子发射光谱法（ICP-AES）（后者用单色仪分析发出的光）相比，火焰光度法虽然粗糙，但价格低廉。与分光光度计（使用单色仪）相比，它的状态类似于色度计（使用滤光片）。它还具有可分析的金属范围，并且还考虑了检测极限。